# HoppyGo
HoppyGo je peer-to-peer, reps. otevřená platforma na sdílení automobilů, která nabízí soukromým majitelů pronajmout své vozy, když je zrovna nepotřebují. Naopak ti, kteří auto nevlastní si jej mohou od soukromých majitelů pronajmout prostřednictvím mobilní aplikace. 

## Historie
HoppyGo vzniklo v roce 2017. Během roku 2018 projevilo o projekt zájem start-up inkubátor v oblasti mobility – ŠKODA AUTO Digilab a společnost téhož roku převzalo. Během let 2019 a 2020 došlo k výrazné expanzi uživatelské základy, která na konci roku 2020 čítala přes 100 000 uživatelů s nabídkou 2300 vozů po celé České republice.
Během roku 2021 HoppyGo plánuje expanzi do Polska a na Slovensko.

## Popis fungování
Platforma HoppyGo funguje na principu peer-to-peer sdílení vozů. Soukromí majitelé mají možnost snadno přidat na platformu své vozy a určit si cenu, za kterou chtějí vůz nabízet. Naopak ti, kteří si chtějí vůz pronajmout, si mohou z nabídky vybrat vůz, který zrovna potřebují či chtějí.
Majitelé i řidiči se musí na platformě zaregistrovat a projít interním scoringem. Všechny výpůjčky se realizují skrze mobilní aplikaci, od samotného výběru vozu až po jeho předání. Havarijní pojištění po dobu pronájmu zajišťuje společnost UNIQA a kryje všechny běžné rizika.

## Cíl služby
Služba si klade za cíl zprostředkování jednoduché, komfortní, dostupné a trvale udržitelné individuální mobility pro širokou veřejnost. Nabízí také možnost finančního zhodnocení nevyužitých osobních automobilů pro jejich majitele.

## Hodnocení
Ve druhé polovině května 2020 ji na GooglePlay čtyřmi nebo pěti hvězdičkami ohodnotilo šest uživatelů, kdežto jednu nebo dvě hvězdičky jí přidělilo 24 lidí. Mezi negativa zmiňovaná uživateli v komentářích patřila například nemožnost označení auta pro pozdější srovnání nebo častá nefunkčnost jak filtrování vozidel, tak aplikace samotné.